# لوئیجی مونتینی
لوئیجی مونتینی (ایتالیایی: Luigi Montini؛ زادهٔ ۲۴ فوریهٔ ۱۹۳۴) بازیگر اهل ایتالیا است.
از فیلم‌هایی که وی در آن نقش داشته‌است، می‌توان به کانتربری ممنوعه، بازی‌های ممنوعه پیترو آرتینو، آموزش ویولنسل با توکاتا و فوگ، رم خواهان بازگشت سزار است، مدیترانه، زندگی زیباست، کاگلیوسترو، دیوار لاستیکی، راه حل سوم و نهار یکشنبه اشاره کرد.